# Second Division 1905-1906
La stagione 1905-1906 è stata la quattordicesima edizione della Second Division, secondo livello del campionato di calcio inglese. Il capocannoniere del torneo fu William Maxwell del Bristol City con 27 reti.
Per analogia col massimo campionato, anche questo torneo fu portato a 20 club.

## Classifica finale
|  | Pos. | Squadra              | Pt | G  | V  | N  | P  | GF | GS | GF GS |
|  | ---- | -------------------- | -- | -- | -- | -- | -- | -- | -- | ----- |
|  | 1    | Bristol City         | 66 | 38 | 30 | 6  | 2  | 83 | 28 | 2.96  |
|  | 2    | Manchester Utd       | 62 | 38 | 28 | 6  | 4  | 90 | 28 | 3.21  |
|  | 3    | Chelsea              | 53 | 38 | 22 | 9  | 7  | 90 | 37 | 2.43  |
|  | 4    | West Bromwich        | 52 | 38 | 22 | 8  | 8  | 79 | 36 | 2.19  |
|  | 5    | Hull City            | 44 | 38 | 19 | 6  | 13 | 67 | 54 | 1.24  |
|  | 6    | Leeds City           | 43 | 38 | 17 | 9  | 12 | 59 | 47 | 1.25  |
|  | 7    | Leicester Fosse      | 42 | 38 | 15 | 12 | 11 | 53 | 48 | 1.10  |
|  | 8    | Grimsby Town         | 40 | 38 | 15 | 10 | 13 | 46 | 46 | 1.00  |
|  | 9    | Burnley              | 38 | 38 | 15 | 8  | 15 | 42 | 53 | 0.79  |
|  | 10   | Stockport County     | 35 | 38 | 13 | 9  | 16 | 44 | 56 | 0.79  |
|  | 11   | Bradford City        | 34 | 38 | 13 | 8  | 17 | 46 | 60 | 0.77  |
|  | 12   | Barnsley             | 33 | 38 | 12 | 9  | 17 | 60 | 62 | 0.97  |
|  | 13   | Lincoln City         | 30 | 38 | 12 | 6  | 20 | 69 | 72 | 0.96  |
|  | 14   | Blackpool            | 29 | 38 | 10 | 9  | 19 | 37 | 62 | 0.60  |
|  | 15   | Gainsborough Trinity | 28 | 38 | 12 | 4  | 22 | 44 | 57 | 0.77  |
|  | 16   | Glossop              | 28 | 38 | 10 | 8  | 20 | 49 | 71 | 0.69  |
|  | 17   | Burslem Port Vale    | 28 | 38 | 12 | 4  | 22 | 49 | 82 | 0.60  |
|  | 18   | Chesterfield         | 28 | 38 | 10 | 8  | 20 | 40 | 72 | 0.56  |
|  | 19   | Burton United        | 26 | 38 | 10 | 6  | 22 | 34 | 67 | 0.51  |
|  | 20   | Clapton Orient       | 21 | 38 | 7  | 7  | 24 | 35 | 78 | 0.45  |

### Verdetti
- Bristol City e Manchester United promosse in First Division 1906-1907.